# Lijst van molens op de Zaanse Schans
Dit is een lijst van molens op de Zaanse Schans.
| Naam                    | Plaats  | Gemeente | Provincie     | Type molen    | Functie                 | Maalvaardigheid | Bezoekmogelijkheid             | Foto |
| ----------------------- | ------- | -------- | ------------- | ------------- | ----------------------- | --------------- | ------------------------------ | ---- |
| De Bonte Hen            | Zaandam | Zaanstad | Noord-Holland | stellingmolen | oliemolen               | maalvaardig     | za 10-16 uur en op afspraak    |      |
| De Gekroonde Poelenburg | Zaandam | Zaanstad | Noord-Holland | paltrokmolen  | zaagmolen               | maalvaardig     | 2e zaterdagmiddag van de maand |      |
| De Hadel                | Zaandam | Zaanstad | Noord-Holland | wipmolen      | poldermolen             | maalvaardig     | op enkele meters te benaderen  |      |
| De Huisman              | Zaandam | Zaanstad | Noord-Holland | stellingmolen | mosterdmolen            | draaivaardig    | geen                           |      |
| Het Jonge Schaap        | Zaandam | Zaanstad | Noord-Holland | stellingmolen | zaagmolen               | maalvaardig     | ma-za 9.30-16.30 uur           |      |
| Kaatmolen               | Zaandam | Zaanstad | Noord-Holland | weidemolen    | poldermolen             | maalvaardig     | geen                           |      |
| De Kat                  | Zaandam | Zaanstad | Noord-Holland | stellingmolen | verfmolen               | maalvaardig     | dagelijks                      |      |
| Het Klaverblad          | Zaandam | Zaanstad | Noord-Holland | stellingmolen | zaagmolen               | maalvaardig     | op afspraak                    |      |
| De Windhond             | Zaandam | Zaanstad | Noord-Holland | stellingmolen | biksteen- en slijpmolen | draaivaardig    | op enkele meters te benaderen  |      |
| De Zoeker               | Zaandam | Zaanstad | Noord-Holland | stellingmolen | oliemolen               | maalvaardig     | dagelijks                      |      |
| Het Zwarte Kalf         | Zaandam | Zaanstad | Noord-Holland | weidemolen    | poldermolen             | maalvaardig     | op afspraak                    |      |

## Molens in de directe omgeving
Direct aan de andere zijde van de Julianabrug staat Oliemolen De Ooijevaar. Aan de overkant van de Zaan staat Korenmolen De Bleeke Dood. In de Kalverpolder, een eindje vanaf de Schans, staan twee kleine poldermolens: Herkules, een Amerikaanse windmotor en weidemolen De Kroosduiker.
| Naam           | Plaats   | Gemeente | Provincie     | Type molen            | Functie     | Maalvaardigheid  | Bezoekmogelijkheid | Foto |
| -------------- | -------- | -------- | ------------- | --------------------- | ----------- | ---------------- | ------------------ | ---- |
| De Ooijevaar   | Zaandam  | Zaanstad | Noord-Holland | stellingmolen         | oliemolen   | maalvaardig      | geen               |      |
| De Kroosduiker | Zaandam  | Zaanstad | Noord-Holland | weidemolen            | poldermolen | niet maalvaardig | geen               |      |
| Herkules       | Zaandam  | Zaanstad | Noord-Holland | Amerikaanse windmotor | poldermolen | maalvaardig      | geen               |      |
| De Bleeke Dood | Zaandijk | Zaanstad | Noord-Holland | stellingmolen         | korenmolen  | maalvaardig      | vrijdag            |      |